# Canal Blaton-Ath
Le canal Blaton-Ath relie Blaton à Ath où il rejoint la Dendre. Au XIXe siècle, le canal était lié au Canal Pommerœul-Antoing qui a été remplacé depuis par le Canal Nimy-Blaton-Péronnes.

## Écluses
La différence de hauteur entre Blaton et Ath est de 56,39 mètres. Pour permettre le passage, on trouve 21 écluses (10 entre Blaton et Stambruges et 11 entre Belœil et Ath).
- Altitude à Blaton : 33,00 m
- Altitude à Stambruges : 60,39 m (Point culminant)
- Altitude à Ath : 31,39 m

- Blaton : Ecluse nr.1 (41,19 m x 5,13 m) – Hauteur de 2,85 m
- Blaton : Ecluse nr.2 (41,21 m x 5,15 m) - Hauteur de 2,82 m
- Blaton : Ecluse nr.3 (41,30 m x 5,13 m) - Hauteur de 2,79 m
- Blaton : Ecluse nr.4 (41,11 m x 5,15 m) - Hauteur de 2,79 m
- Blaton : Ecluse nr.5 (41,18 m x 5,13 m) - Hauteur de 2,79 m
- Blaton : Ecluse nr.6 (41,17 m x 5,11 m) - Hauteur de 2,79 m
- Grandglise : Ecluse nr.7 (41,21 m x 5,14 m) - Hauteur de 2,79 m
- Grandglise : Ecluse nr.8 (41,25 m x 5,18 m) - Hauteur de 2,79 m
- Grandglise : Ecluse nr.9 (41,21 m x 5,11 m) - Hauteur de 2,79 m
- Stambruges : Ecluse nr.10 (41,24 m x 5,15 m) - Hauteur de 2,79 m
- Belœil : Ecluse nr.11 (41,05 m x 5,14 m) - Hauteur de 2,90 m
- Belœil : Ecluse nr.12 (41,20 m x 5,16 m) - Hauteur de 2,90 m
- Belœil : Ecluse nr.13 (41,15 m x 5,17 m) - Hauteur de 2,90 m
- Belœil : Ecluse nr.14 (41,08 m x 5,16 m) - Hauteur de 2,90 m
- Ladeuze : Ecluse nr.15 (41,10 m x 5,16 m) - Hauteur de 2,90 m
- Maffle : Ecluse nr.16 (41,10 m x 5,16 m) - Hauteur de 2,90 m
- Maffle : Ecluse nr.17 (41,10 m x 5,12 m) - Hauteur de 2,90 m
- Maffle : Ecluse nr.18 (41,22 m x 5,15 m) - Hauteur de 2,90 m
- Ath : Ecluse nr.19 (41,19 m x 5,17 m) - Hauteur de 2,90 m
- Ath : Ecluse nr.20 (41,18 m x 5,11 m) - Hauteur de 2,90 m
- Ath : Ecluse nr.21 van 42,02 m x 5,08 m - Hauteur de 2,93 m

## Trafic
Le canal a connu son apogée juste après la première guerre mondiale. À ce moment, on transportait jusqu'à un million de tonnes de marchandises (principalement du charbon) par année. Depuis lors le trafic n’a fait que diminuer et le trafic de marchandises est quasiment nul à ce jour.
- 1987 - Tonnage: 38.600 T- Qté de péniches: 339
- 1990 - Tonnage: 27.400 T – Qté de péniches: 224
- 2000 - Tonnage: 12.700 T – Qté de péniches: 149
- 2004 - Tonnage: 2500 T – Qté de péniches: 29
- 2005 - Tonnage: 1470 T – Qté de péniches: 47

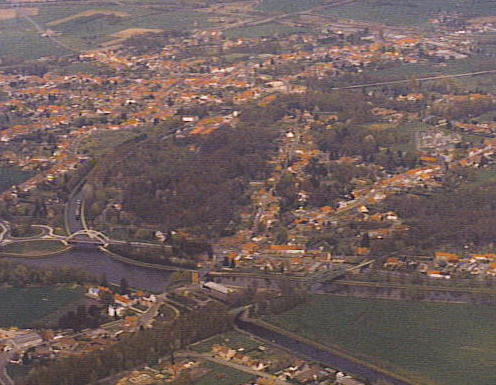
Embouchure à Blaton
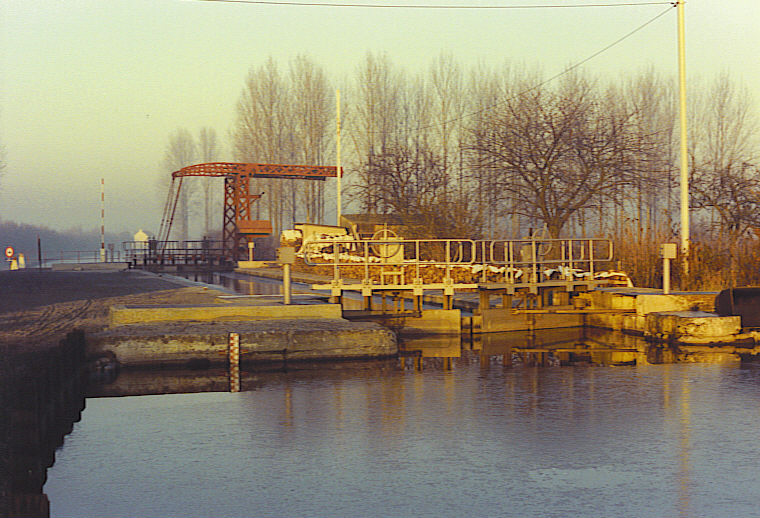
Ecluse sur le canal Blaton-Ath
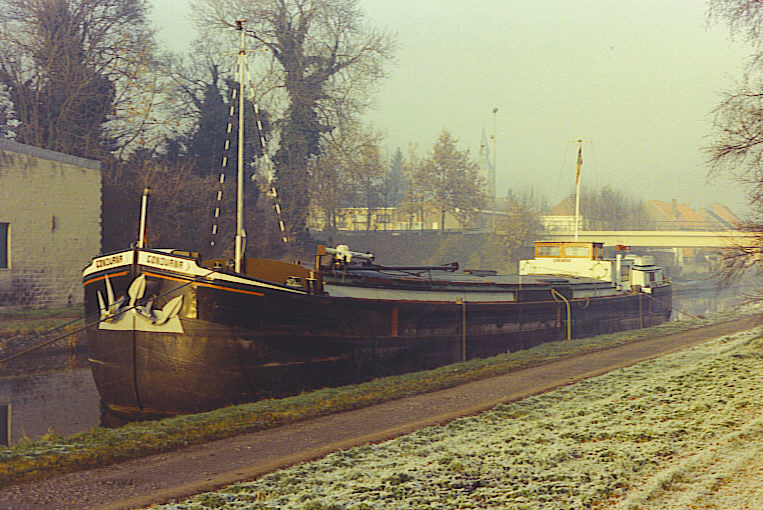
Canal Blaton-Ath à Blaton